# Rosa Spier Huis

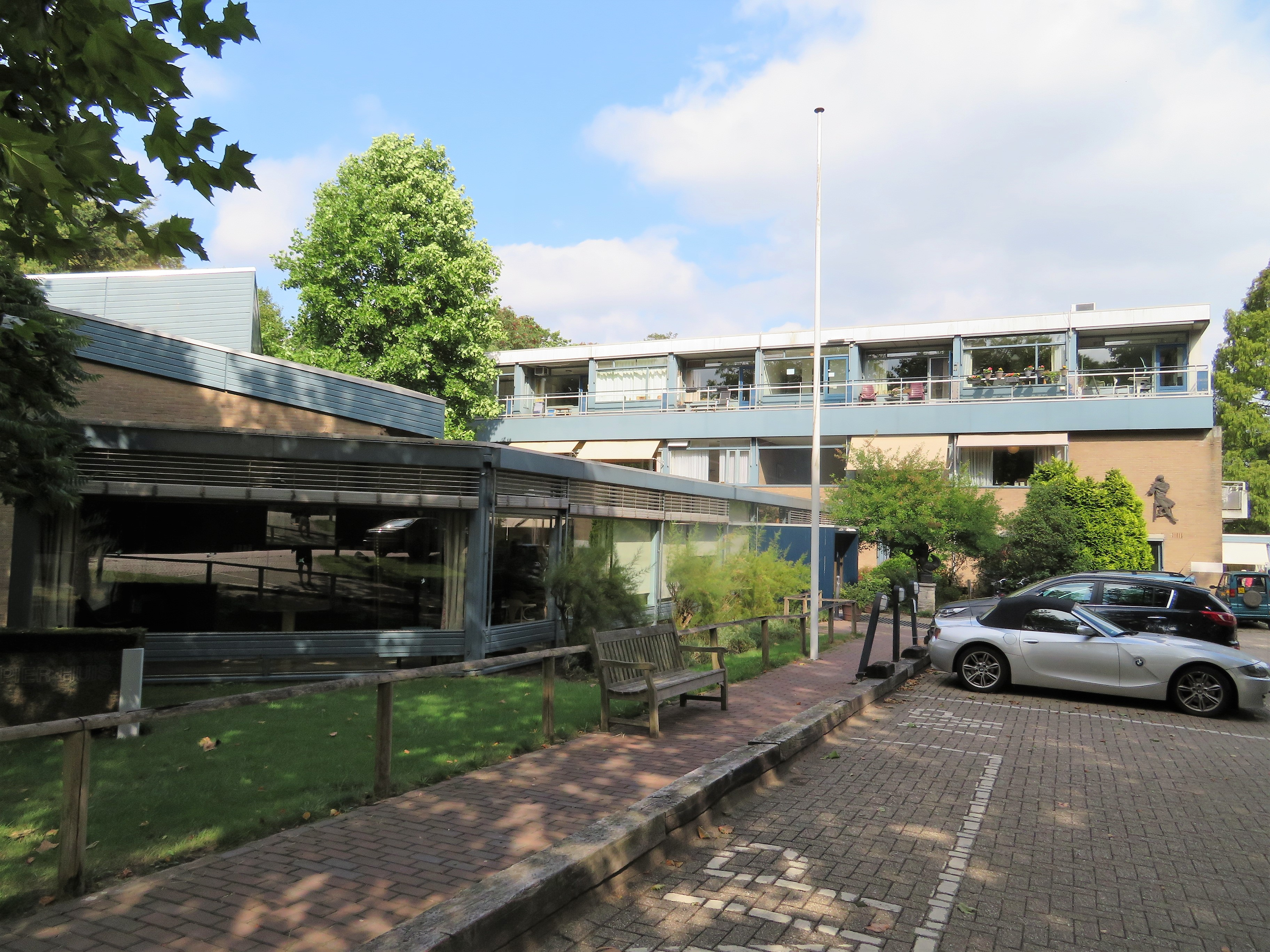
Het Rosa Spier Huis uit 1969

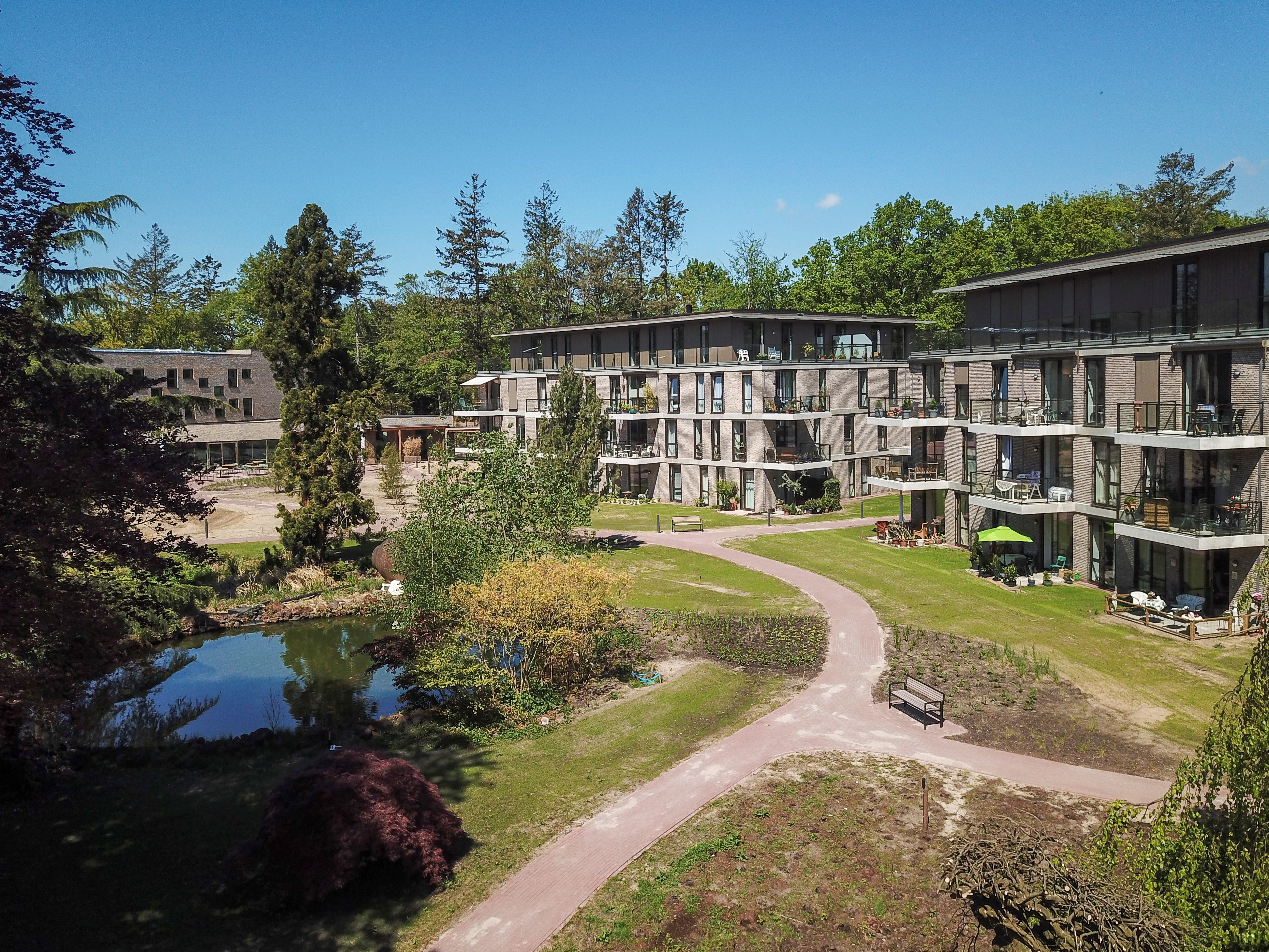
Het nieuwe complex

Het Rosa Spier Huis is een woon- en werkcentrum voor oudere kunstenaars en wetenschappers. Het centrum is sinds eind 2019 gevestigd aan de Hector Treublaan in Laren in Noord-Holland.

## Geschiedenis
Het idee voor een 'veilige haven voor oudere kunstenaars' was afkomstig van harpiste Rosa Spier. De bedoeling van het huis is het mogelijk te maken voor oudere kunstenaars om hun energie te blijven stoppen in hun werk en hun persoonlijke verzorging over te laten aan anderen. In 1963 richtte Henriette Polak de Rosa Spier Stichting op, die de bouw van het huis uiteindelijk mogelijk maakte.
Aan de Esseboom in Laren werd een gebouw gerealiseerd dat op 11 oktober 1969 werd geopend door Marga Klompé, de toenmalige minister van Cultuur, Recreatie en Maatschappelijk Werk. Dit appartementen-complex bood plaats aan in totaal 73 bewoners. Daarnaast waren er gemeenschappelijke voorzieningen als een bibliotheek en een theaterzaaltje. Het complex was een paviljoen-achtig ontwerp van bureau Goldschmidt & Verbruggen; de tuin werd ontworpen door Mien Ruys.

## Nieuwbouw
In 2008 werd bekend dat de gemeente Laren en het stichtingsbestuur overwogen het Rosa Spierhuis af te breken en te vervangen door 68 appartementen (wat er uiteindelijk meer zouden worden). De Bond Heemschut wees in een brief op de grote cultuurhistorische waarde van huis en tuin. Deskundigen en belanghebbenden probeerden stichting en gemeente vergeefs tot andere gedachten te brengen.
In mei 2014 bleek na een uitspraak van de Raad van State de voorgenomen sloop onherroepelijk. De motivering was onder meer dat huis en tuin niet op een monumentenlijst stonden. In 2018 werd begonnen met de bouw van een nieuw pand aan de Hector Treublaan. De nieuwbouw is in de winter van 2019/2020 in gebruik genomen. Naast de 70 bewoners van het oude huis vonden 67 nieuwe er een plek. In 2024 was er een inkijkje via MAX Magazine.

## Gebouw
Het Rosa Spier Huis omvat:
- de Anna-Stibbe concert- en theaterzaal,
- een algemeen atelier,
- een muziekkamer,
- de bibliotheek,
- diverse leestafels,
- Galeriecafé/restaurant,
- een expositieruimte,
- terras en beeldentuin en
- Privé-ateliers en studio’s

Het Zorggebouw, verbonden met het Cultuurgebouw, heeft 45 zorgeenheden (voor bewoners met een intensieve zorgbehoefte) en 92 zelfstandige appartementen.

## Bekende oud-bewoners
| - Flory Anstadt, programmamaakster - Hetty Beck, actrice - Éva Besnyő, fotografe - Paul Biegel, schrijver - Frits Bolkestein, politicus - Rudolf Bonnet, kunstschilder, architect en fotograaf - Kees Brusse, acteur - Cora Canne Meijer, operazangeres - Leontien Ceulemans, actrice - Julian Coco, gitarist - Betsy Culp, pianiste - Cola Debrot, Antilliaans schrijver, dichter en politicus - Louis van Dijk, pianist - H.P. Doebele, grafisch ontwerper en graficus - Clara Eggink, dichteres en schrijfster - Eddy van der Enden, filmpionier - Maurits Cornelis Escher, graficus, kunstenaar - Marianna Franken, keramiste - Paul Godwin, violist - Bert Haanstra, filmer, fotograaf, regisseur - Enrico Hartsuyker en Luzia Hartsuyker-Curjel, architecten - Heere Heeresma, schrijver en dichter - Piet Heuwekemeijer, violist - Margot Hudig-Heldring, beeldhouwster - Betsy Huitema-Kaiser, schilderes, aquarelliste en tekenares - Guus Hermus, acteur - Oscar Hetterscheid, beeldend kunstenaar - Nikolai van der Heyde, regisseur en schrijver - Jacqueline de Jong, beeldend kunstenaar, tekenaar, beeldhouwer - Ama Kaag, beeldhouwster en persfotograaf - Caroline Kaart, Schots-Nederlands operazangeres, zanglerares en presentatrice - Maria van Kesteren, beeldend kunstenares - Inka Klinckhard, beeldhouwer, medailleur, schilder, tekenaar, emailleur - Sigrid Koetse, actrice - Mark Kolthoff, kunstenaar en fotograaf - John Kraaijkamp sr., acteur en komiek - Harry van Kruiningen, beeldend kunstenaar - Ton Kuyl, acteur - Jef Last, schrijver - Elisabeth Lebbing, poppenspeelster - Fred Leeflang, saxofonist - Ton Lensink, acteur en schrijver - Noni Lichtveld, tekenares, décor- en kostuumontwerpster - Emmy Lopes Dias, actrice | - Albert Milhado, journalist - Theo Mulder, beeldhouwer - Willem van Nieuwenhoven, schilder - Willem Hendrik van Norden, beeldend kunstenaar en ontwerper - Erna van Osselen, kunstenares - Boudewijn Paans, schrijver en journalist - Riek de Raat, schilderes - Sybold van Ravesteyn, architect - John van de Rest, regisseur - Annie Romein-Verschoor, historica en schrijfster - Joachim Röntgen, violist - An Rutgers van der Loeff, schrijfster - Elly Salomé, pianiste, conservatoriumdocente - Carlos Scheltema, architect - Cobi Schreijer, zangeres - Kees Schrikker (1898-1993), beeldhouwer, medailleur, keramist - Piet Smissaert, kunstenaar, dichter en goochelaar - Jaap Spaanderman, pianist, cellist, dirigent - Mathilde Stuiveling-van Vierssen Trip, schrijfster - Rein Stuurman, graficus - Hansje Terlingen, theaterproducente - Marten Toonder, tekenaar - Frits Thors, journalist en nieuwslezer - Ewald Vanvugt, fotograaf en auteur - Erwin Verheijen, fotograaf en beeldend kunstenaar - Kees Verheul, slavist, schrijver en vertaler - Hetty Verhoogt, actrice - Erika Visser, schilderes - Annie Vriezen, textielkunstenares - Udo Vroom, museumdirecteur - Nelly Wagenaar, pianiste en muziekpedagoge - Davina van Wely, vioolpedagoge - Max Werner, drummer en zanger - Riek Wesseling, tekenares - Nicolaas Wijnberg, kunstenaar en choreograaf - Jan Zondag, kunstschilder en tekenaar - Adriaan Zwart, schilder |

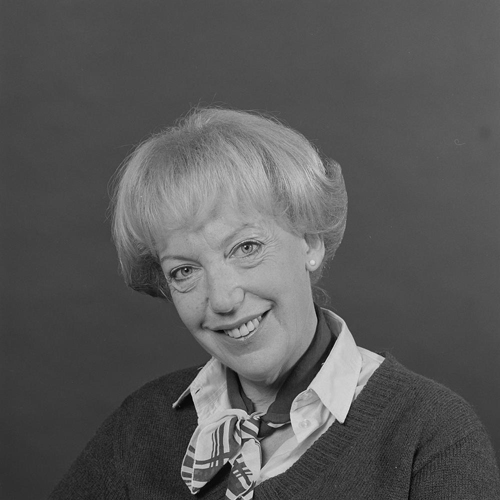
Flory Anstadt
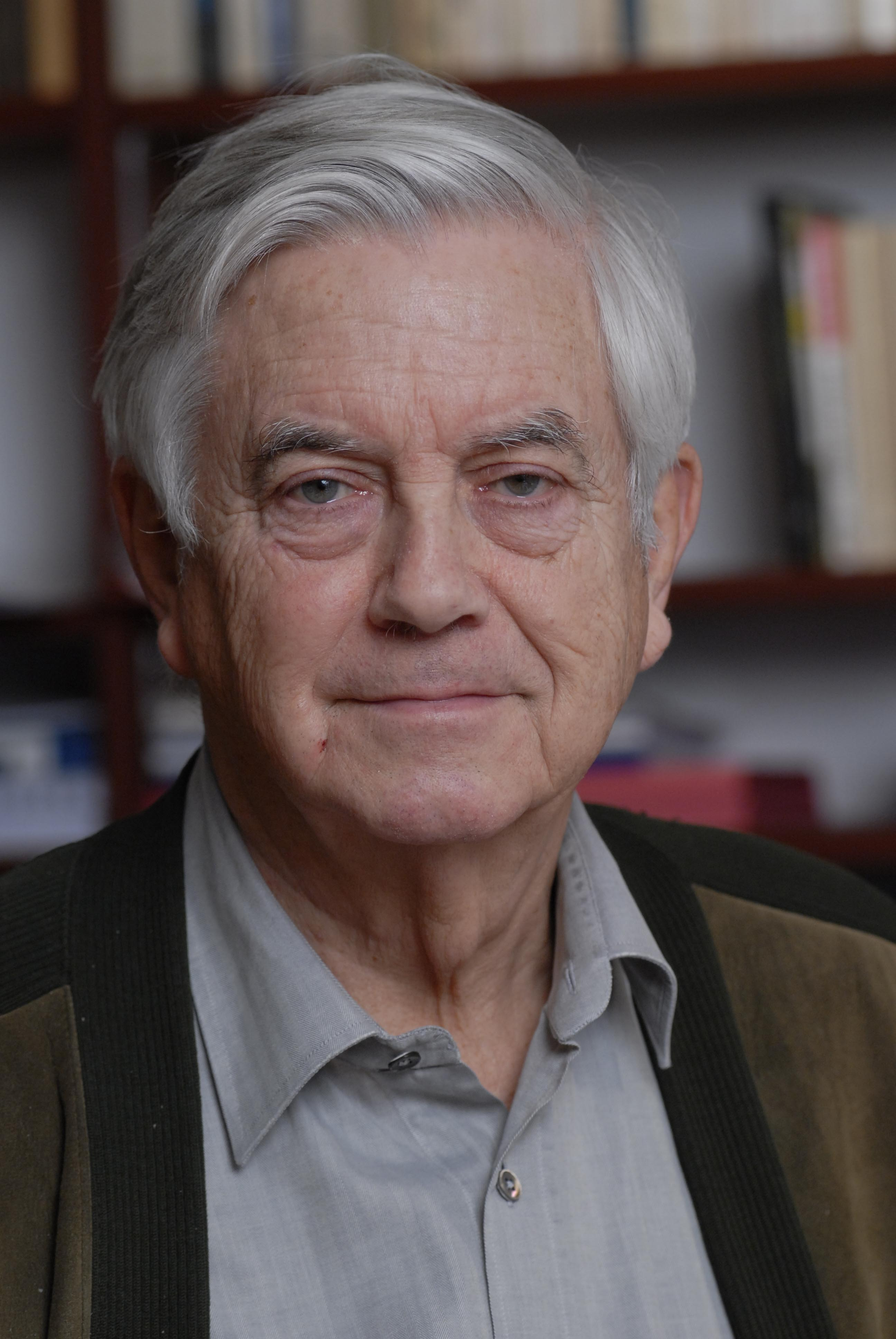
Frits Bolkestein
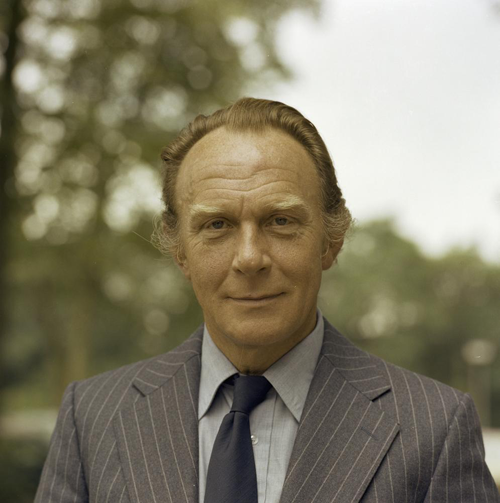
Kees Brusse
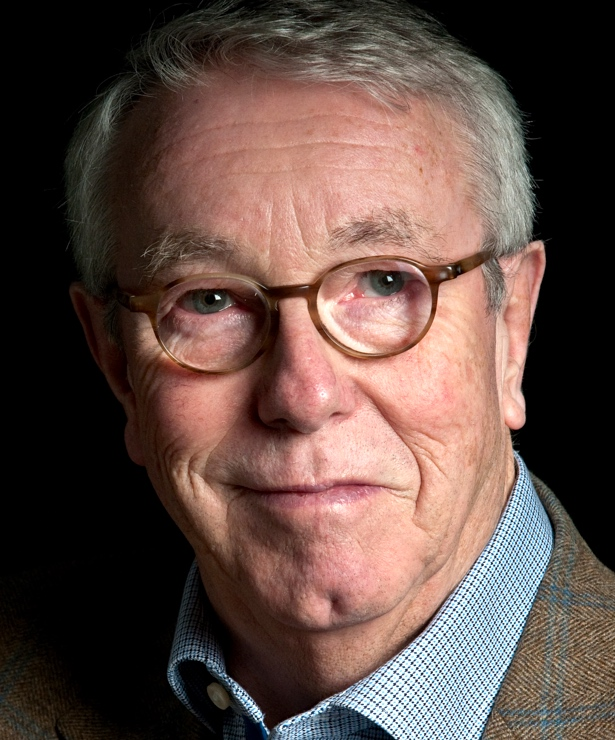
Louis van Dijk
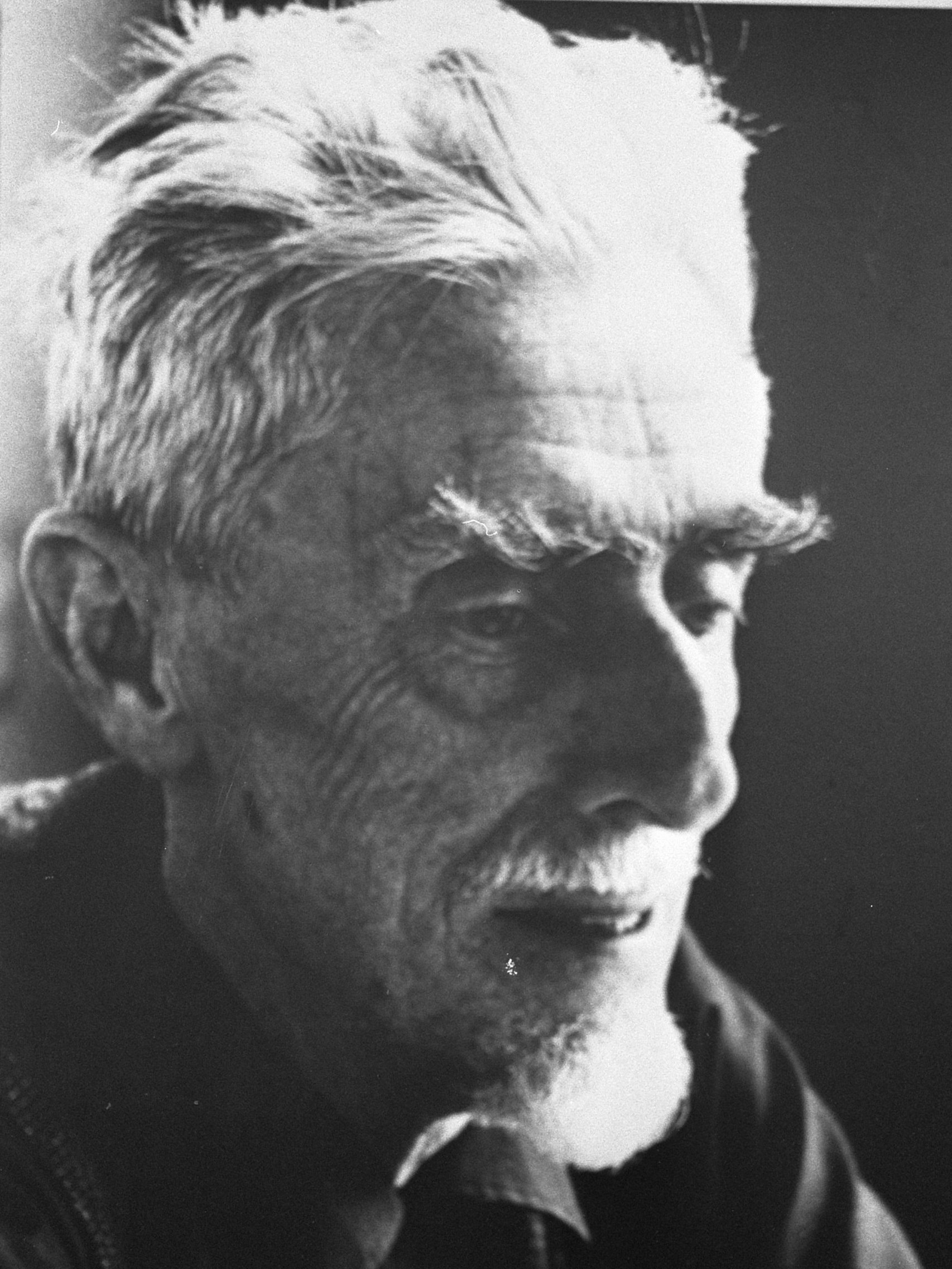
M.C. Escher
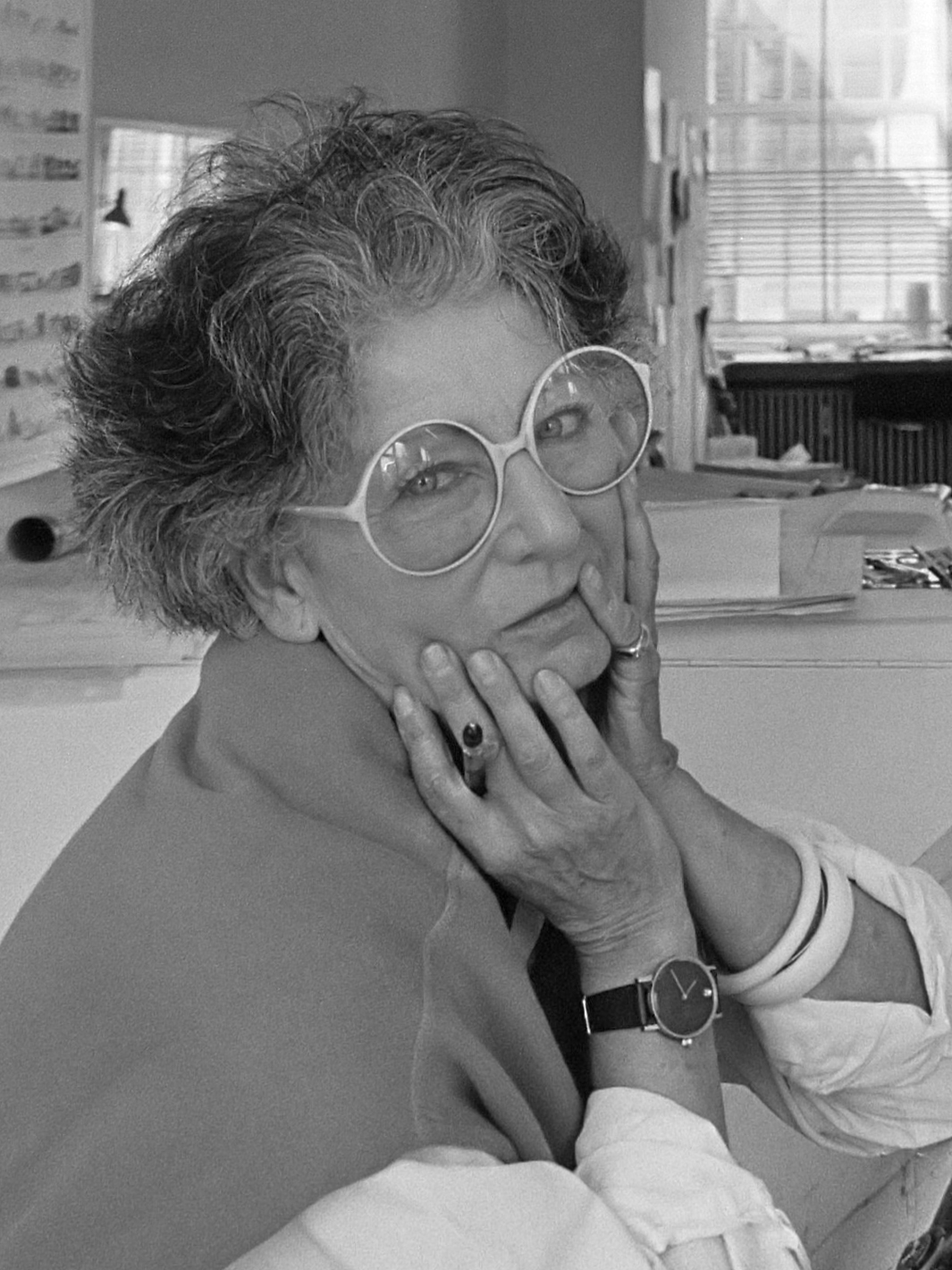
Luzia Hartsuyker-Curjel
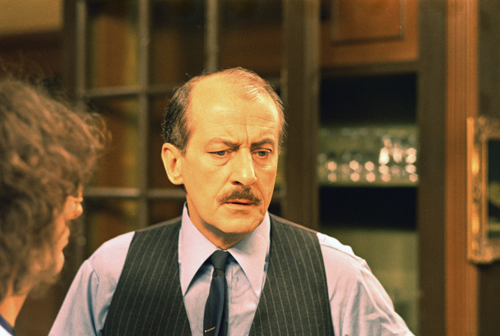
Guus Hermus
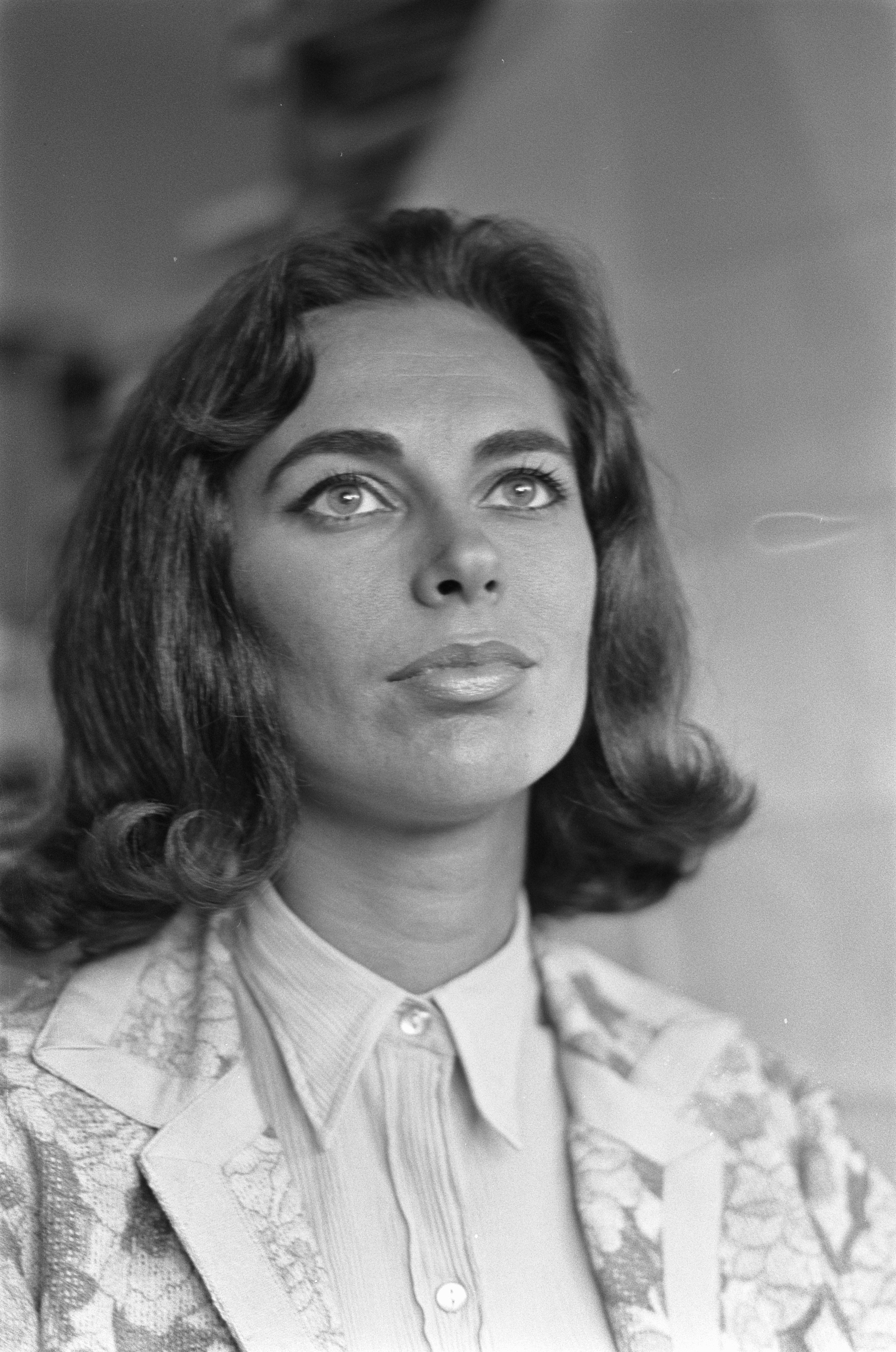
Sigrid Koetse
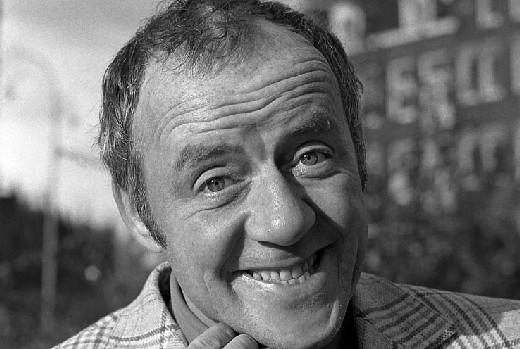
Johnny Kraaykamp sr.
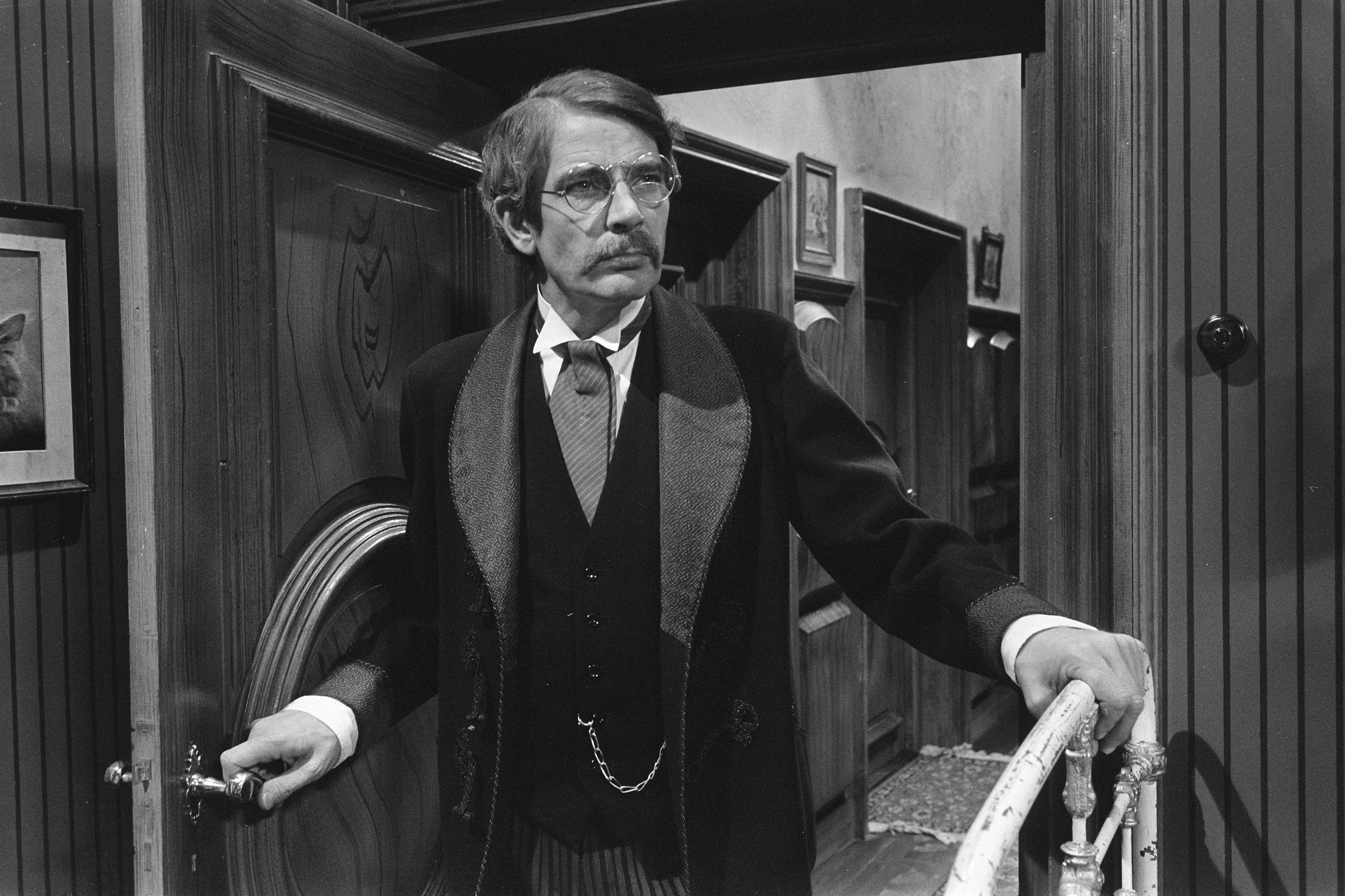
Ton Lensink
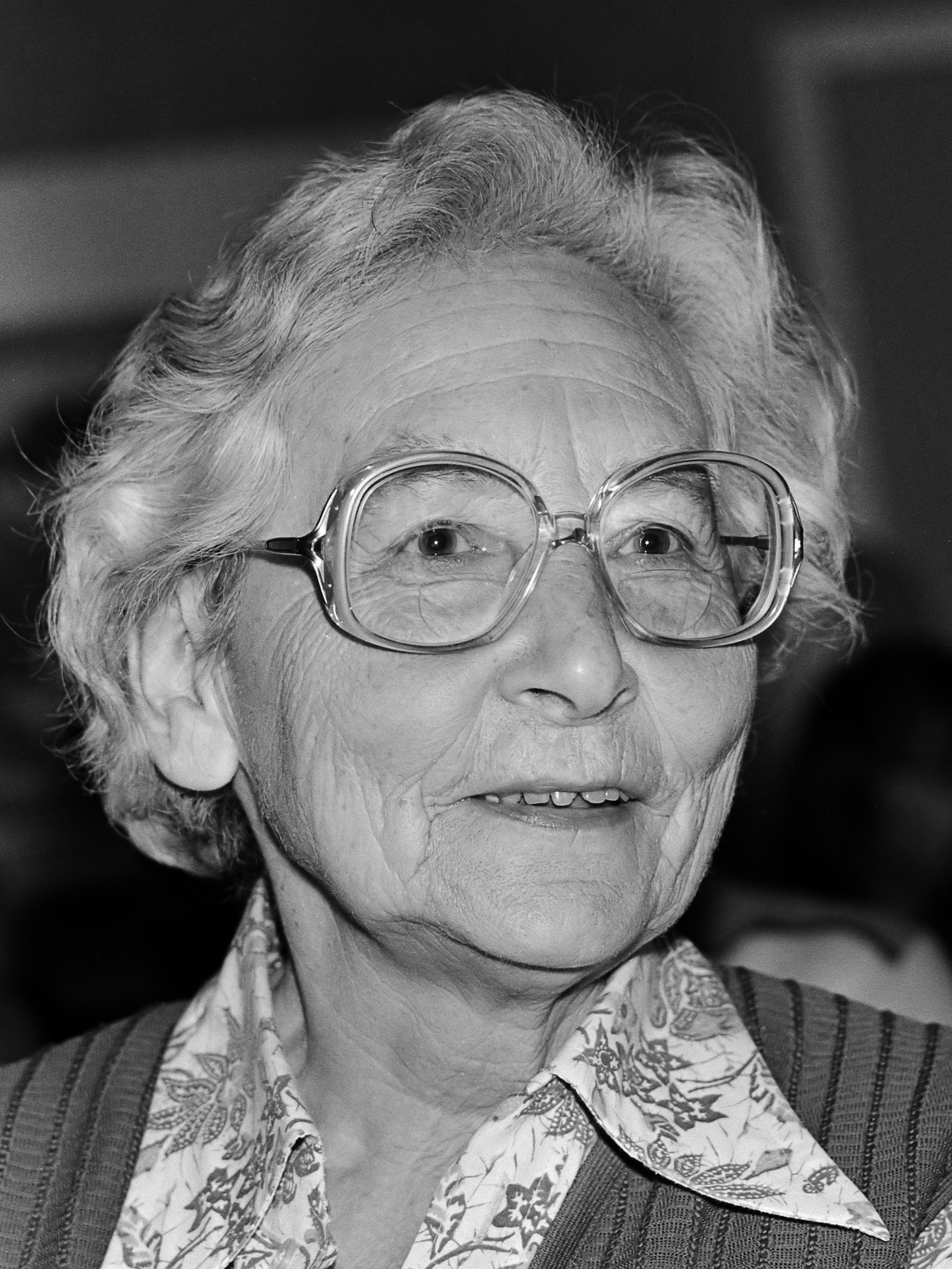
An Rutgers van der Loeff
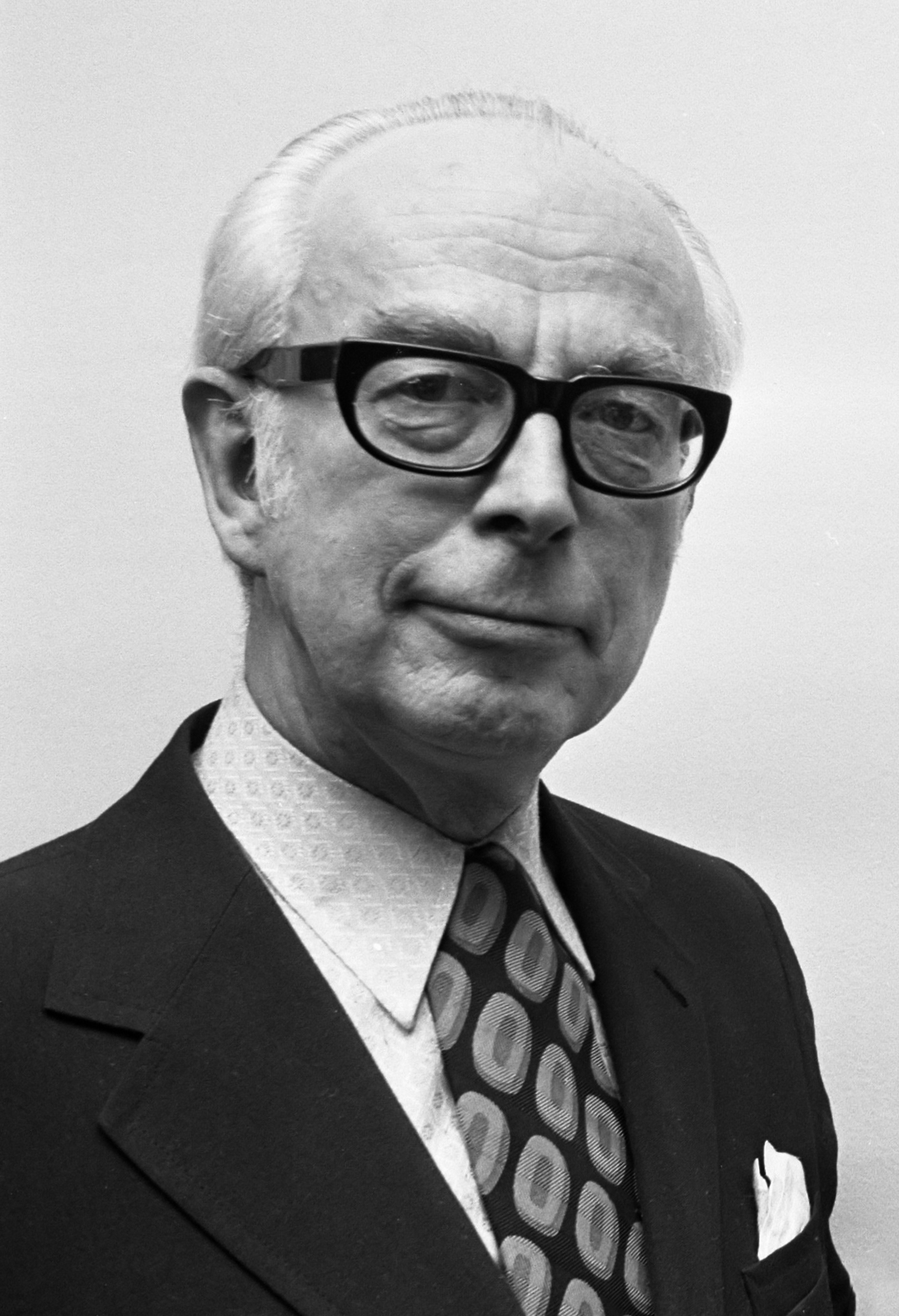
Marten Toonder
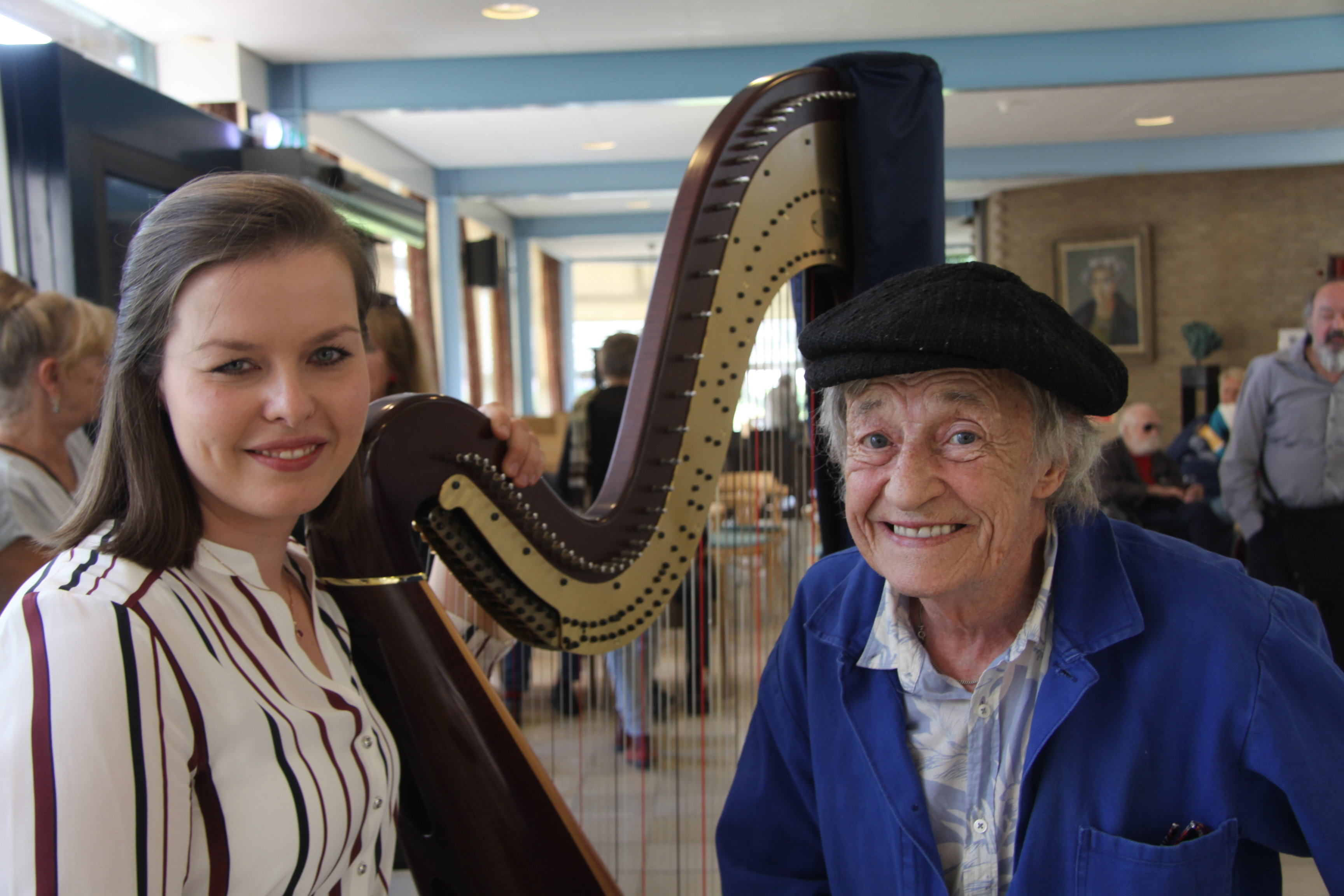
Erwin Verheijen